# Beckiella acuta
Beckiella acuta är en kvalsterart som beskrevs av Balogh och Sandór Mahunka 1978. Beckiella acuta ingår i släktet Beckiella och familjen Dampfiellidae. Inga underarter finns listade.